# Paraserianthes pullenii
Paraserianthes pullenii là một loài thực vật có hoa trong họ Đậu. Loài này được (Verdc.) I.C.Nielsen miêu tả khoa học đầu tiên.